# Nimmgib

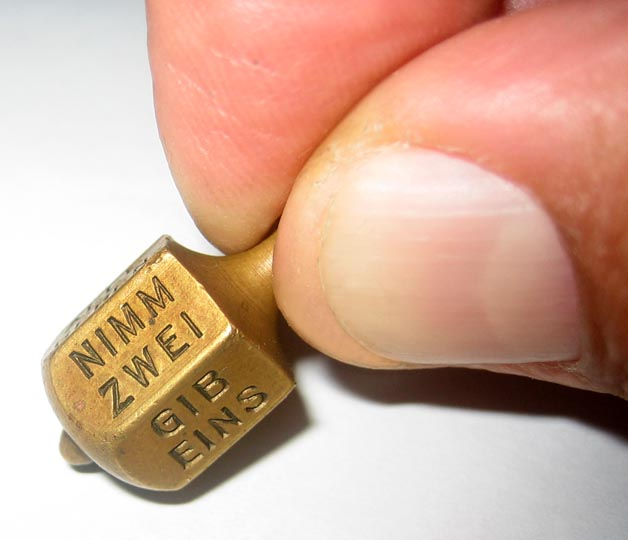
Dieser Nimmgib wird zwischen Daumen und Zeigefinger angeworfen

Der Nimmgib (auch Nimm-Gib-Kreisel, englisch Put and Take) ist ein Kreisel-Spielwürfel-Glücksspiel, mit dem schon Anfang der 1920er Jahre Kinder um abzählbare Dinge, wie zum Beispiel Münzen, Murmeln oder Bonbons spielten. Der Kreisel besteht beispielsweise aus einer Spitze, einem gerändelten Griff und einem Sechseckprisma, dessen sechs Seiten mit den folgenden (oder ähnlich lautenden) Aufschriften versehen sind:
| GIB ZWEI | NIMM EINS | ALLE GEBEN | NIMM ZWEI | GIB EINS | NIMM ALLES |

Der Name des Spiels ist ein Kompositum der Imperative nimm und gib.

## Spielregel
Die Spielregel ist sehr einfach: Zu Beginn versorgen sich beliebig viele Mitspieler mit einer gewissen Menge Einsatzmaterial (z. B. Hölzchen). In den zentralen „Topf“, in den gegeben und aus dem genommen wird, legt zunächst jeder zwei. Es wird bestimmt, wer zuerst kreiselt. Die Mitspieler führen dann die Anweisung der oben liegenden Fläche aus, nachdem der Nimmgib zur Ruhe gekommen ist. Danach ist der nächste Mitspieler im Uhrzeigersinn an der Reihe. Wer keinen Einsatz mehr hat, scheidet aus, bis ein Gewinner übrigbleibt.
Man muss sich vor Beginn noch darauf einigen, was die Anweisung „alle geben“ bewirkt (z. B. jeder muss ein Hölzchen in den Topf legen), und was geschieht, wenn der Topf leer wird (z. B. jeder muss vor dem nächsten Kreiseln wieder zwei Hölzchen einzahlen).

## Galerie

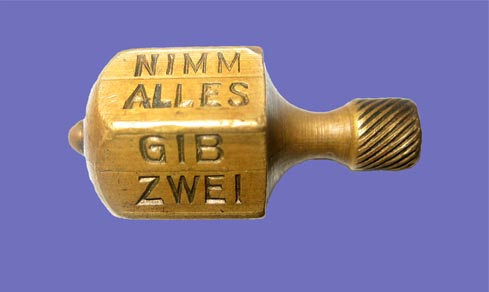
Nimmgib aus Messing, der mit dem gerändelten Griff zwischen Daumen und Zeigefinger angeworfen werden kann.
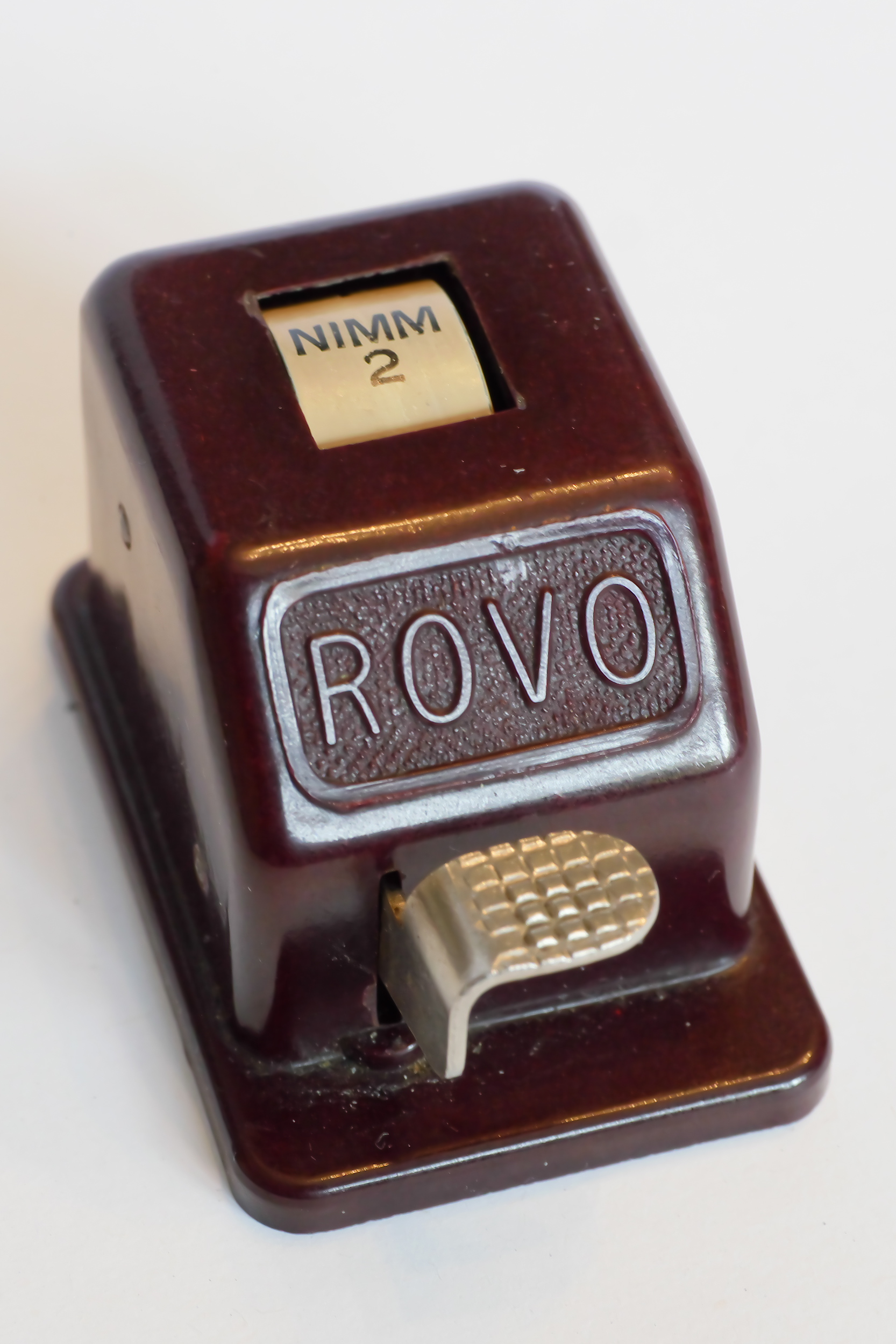
Variante: Würfelautomat der Firma Röber & Volkrodt (ROVO)[3] in einem Bakelit-Gehäuse mit einer beschrifteten Walze, die über eine Taste durch einen Hebelmechanismus angeworfen werden kann.